# Beazley Archive
Das Classical Art Research Centre – Beazley Archive ist eine Forschungseinrichtung auf dem Gebiet der Klassischen Archäologie. Es gehört zur Universität Oxford und befindet sich im Gebäudekomplex des Ashmolean Museums.
Das Beazley Archive, benannt nach John D. Beazley, gilt als eine der bedeutendsten Forschungseinrichtungen zu den materiellen Hinterlassenschaften der Klassischen Antike. Ein Großteil der Bestände des Archivs ist heute auch online verfügbar.

## Geschichte
Den Grundstock des Archivs bilden die 1964 noch zu seinen Lebzeiten durch die Universität Oxford erworbenen Arbeitsmaterialien (Photos, Skizzen, Notizen) von John D. Beazley, dem Begründer der modernen wissenschaftlichen Erforschung bemalter antiker Keramik. Nach seinem Tode 1970 wurde dieses Material in die Cast Gallery des Ashmolean Museum gebracht, wo unter dem Lincoln Professor of Classical Archaeology and Art das Beazley Archive begründet wurde. Seit 1979 begann der Aufbau einer elektronischen Datenbank zur Vasenmalerei (Beazley Archive Pottery Database), die 1989 im Internet frei zugänglich gemacht wurde. 2007 zog das Beazley Archiv in die Räume des Ioannou Centre der Faculty of Classics in unmittelbarer Nähe des Ashmolean Museums in direkter Nachbarschaft zur größten Bibliothek altertumswissenschaftlicher Literatur in Oxford, der Bodleian Art, Archaeology and Ancient World Library.
Langjähriger Leiter des Archivs war John Boardman, gefolgt von Donna C. Kurtz, seit 2011 leitet es Peter Stewart. Zu den Mitarbeitern gehören Thomas Mannack, der die Keramik-Datenbank leitet, und Claudia Wagner, die das Gemmenarchiv betreut.

## Forschungsschwerpunkte
Das Archiv hat heute mehrere Hauptforschungsschwerpunkte:
- Antike Keramik, insbesondere die bemalte griechische Keramik.

Das Archiv beherbergt die größte Sammlung an Fotografien bemalter griechischer und etruskischer Keramik weltweit. Hinzu kommt eine Bibliothek mit entsprechender Literatur und Sonderdrucken. Die umfassende Datenbank zur griechischen Keramik, das Herzstück des Beazley Archive, enthält Fotos, Zeichnungen, darunter auch die Notizbücher von John D. Beazley, und Literaturangaben zu hunderttausenden von Objekten und wird laufend aktualisiert.
Auf Grundlage der Vorarbeiten Henry Rudolph Immerwahrs besitzt das Archiv dank eines 1999 gestarteten Forschungsprojektes auch eine umfassende Sammlung von Inschriften auf attischen Vasen von etwa 625 bis 300 v. Chr. Zwischen 2002 und 2004 digitalisierte das Archiv etwa 300 Bände des Corpus Vasorum Antiquorum. Alle diese Materialien sind über die Datenbank zugänglich.
- Antike Glyptik

Das Archiv verfügt über eine Sammlung von ca. 47.000 Abdrücken antiker Gemmen. Schwerpunkt der Forschung zur antiken Glyptik ist die Geschichte des Gemmensammelns, wie etwa die Sammlung von Stanislaus Poniatowsky oder die Sammlung von George Spencer, 4. Duke of Marlborough, und der Daktyliotheken (Tommaso Cades, Philipp Daniel Lippert,  James Tassie). Diese Materialien stehen in Datenbanken zur Verfügung.
- Antike Skulptur

Es besteht eine Datenbank zu den 900 Gipsabgüssen das Ashmolean Museum, zudem verfügt das Archiv über eine Sammlung von Bildhauersignaturen. Hinzu kommt ein Fotoarchiv von ca. 10.000 Aufnahmen antiker Plastik.
Darüber hinaus hält das Archiv weiteres Material und weitere Literatur aus dem Bereich der Klassischen Archäologie vor. Dank einer Spende von Nancy A. Winter besitzt das Beazley Archive ein digitales Archiv zur Untersuchung von etruskischer und mittelitalischer Baukeramik. Es besitzt zudem mehrere Sammlungen historischer Fotografien antiker Monumente, insbesondere aus der zweiten Hälfte des 19. Jahrhunderts. 
Auf der Webseite des Archivs finden sich auch eine ausführliche Einführung in die griechische Vasenmalerei und ein umfangreiches Wörterbuch zu Charakteren der griechischen Mythologie.
Das Archiv gibt die Schriftenreihen Studies in the History of Collections, Studies in Classical Archaeology und Studies in Gems and Jewellery heraus.